# Iyatik Corona
L'Iyatik Corona è una struttura geologica della superficie di Venere.